# Actio Publiciana (römisches Recht)
Die actio Publiciana war im römischen Recht eine vermutlich im letzten Jahrhundert v. Chr. geschaffene prätorische Herausgabeklage, die dem Schutz des ehemaligen Besitzers einer (ersitzungsfähigen) Sache diente. Voraussetzung war, dass er die Sache gutgläubig ex iusta causa in seinen Besitz gebracht hatte. 
Im Gegensatz zum zivil erlangten und daher exklusiv geschützten Eigentum wurde die Legisaktion der Publicana dann einschlägig, wenn an einer verloren gegangenen Sache redlicher Besitz über einen nichtberechtigten Dritten erlangt wurde. Dies konnte im Zweifel mehrfach hintereinander geschehen (Doppelverkauf). Voraussetzung war stets, dass die Sache jeweils ex iusta causa überging. Hatte der redliche Besitzer die Sache aufgrund der Ersitzungsfristen noch nicht ersessen, genoss er die Rechte des Eigentumsschutzes kraft Fiktion.

## Formel
Die actio Publiciana stand ausweislich des Berichtes des Gaius dem Ersitzungsbesitzer zu, dessen Eigentumserwerb (vorläufig) daran gescheitert war, dass er die erworbene bewegliche Sache weniger als ein Jahr, ein Grundstück noch keine zwei Jahre besessen hatte. Die Formel der actio lautete:

IVDEX ESTO. SI QVEM HOMINEM AVLVS AGERIVS EMIT ET IS EI TRADITVS EST, ANNO POSSEDISSET, TVM SI EVM HOMINEM, DE QVO AGITVR, EIVS EX IVRE QVIRITIVM ESSE OPORTERET ET RELIQUA.

„Wenn es sich erweist, dass die Sache, um die es geht, quiritisches Eigentum des Aulus Agerius hätte werden müssen, nachdem er sie (gutgläubig) gekauft hat, nachdem sie ihm tradiert worden ist und wenn er sie ein Jahr lang im Besitz gehabt hätte usw.“

In der Prozessformel wurde fingiert, der Kläger habe die umstrittene Sache bereits ersessen. Da die actio Publiciana nur den Zeitablauf der Ersitzung bei dem Kläger fingierte, musste der Kläger die Voraussetzungen einer Ersitzung vortragen:
1. Ersitzungsfähige Sache – res habilis
2. ursprünglichen, dann verlorenen Eigenbesitz  –  possessio civilis
3. Ersitzungszeit – tempus
4. Erwerbsgrund  – iusta causa, titulus
5. Guter Glaube –  bona fides zum Zeitpunkt des Erwerbs

Von der 3. Voraussetzung der Ersitzung (tempus) wurde der Kläger befreit.
Mit der actio Publiciana konnte sich der Ersitzungsbesitzer gegenüber allen durchsetzen, wenn er die Sache von einem zivilen Eigentümer erhalten hatte. Im Falle des Erwerbs vom Nichtberechtigten, konnte er sich gegenüber dem wahren Eigentümer allerdings nicht durchsetzen. Dieser hatte die Einrede rechtmäßigen Eigentums, exceptio iusti dominii. Bei res mancipi konnte dem Kläger die replicatio rei venditae et traditae entgegengehalten werden mit der Folge, dass der Käufer obsiegte.

## Funktion
Für den wahren Eigentümer lag in der actio Publicana eine Alternative zur Vindikation, denn die Beweislast für das Eigentum lag nicht beim Kläger, sondern beim Beklagten. Dieser musste nachweisen, dass er entweder selbst Eigentümer war oder dass der Kläger beim Erwerb der Sache nicht gutgläubig war. Damit erfüllte die Klage dieselbe Funktion wie die Besitzinterdikte. Sie verhalf dem Kläger zur Sachherrschaft und verbesserte somit die eigene Position für eine Herausgabeklage des wahren Eigentümers.

### Schutz bonitarischen Eigentums
Die actio Publiciana stand dem Ersitzungsbesitzer auch dann zur Verfügung, wenn der wahre Eigentümer ihm eine an strenge Formvorschriften gebundene res mancipi formell fehlerhaft übergeben hatte, weshalb er nur zum bonitarischen Eigentümer wurde. Die Anwendbarkeit bei Mehrfachveräußerung bei redlichem Besitzerwerb beschreibt der klassische Jurist Iulian.

## Ursprung der actio Publiciana

### Materiellrechtliche Theorie
Die actio Publiciana soll nach Sturm/Lenel/De Visscher zum Schutz des sogenannten bonitarischen Eigentümers geschaffen worden sein. Der Prätor habe den Erwerber einer res mancipi, dem diese vom Eigentümer bloß tradiert wird, schützen wollen, obschon er ziviles Eigentum erst mit dem Ablauf der Ersitzungszeit erlangte. Der Eigentumserwerb durch usucapio habe von den Fällen des Erwerbs vom Eigentümer seinen Ausgang genommen und wurde erst später auch auf die Fälle des Erwerbs vom Nichteigentümer erstreckt. So habe es schon zur Zeit der XII-Tafeln Fälle formloser Tradition von res mancipi gegeben, wogegen ein Erwerb vom Nichteigentümer, a non domino, selbst zur Zeit des Gaius zumeist deswegen zu keinem Eigentumserwerb durch Ersitzung führen konnte, weil die Sache in aller Regel als gestohlen galt, womit eine Ersitzung ausgeschlossen war. Mit der usucapio habe sich aber auch die mit dieser eng zusammenhängende actio Publiciana entwickelt.

### Prozessrechtliche Theorie
Felix B. J. Wubbe sieht das Ziel der actio Publiciana darin, den Erwerber ex iusta causa zu schützen. Dabei spiele zunächst keine Rolle, ob der Kläger nun tatsächlich Eigentümer geworden sei, oder ob er dies erst infolge usucapio würde. Denn die actio Publiciana solle den Kläger gegenüber schlechter berechtigten Besitzern schützen und ihn damit der Schwierigkeiten entheben, welche der Übergang vom Legisaktionenprozess zum Formularprozess und der damit verbundene Wandel vom relativen zum absoluten Eigentum mit sich brachten. Hatte bei der legis actio sacramento in rem auch der Beklagte behauptet, die Sache gehöre ihm, und der Richter sie dem relativ besser Berechtigten zugesprochen, so behauptete im Sponsionsverfahren und vor allem im Verfahren per formulam petitoriam nur mehr der Kläger, Eigentümer zu sein. Dies führte dazu, dass er auch nur mehr dann obsiegte, wenn er sein (absolutes) Eigentumsrecht nachweisen konnte, der bloße Nachweis der besseren Berechtigung reichte nicht aus. Auch wenn dieser Eigentumsbeweis nicht in jedem Fall zu einer probatio diabolica werden musste, so gab es doch Kläger, welche in der legis actio sacramento in rem obsiegt hätten, deren rei vindicatio aber abzuweisen war, weil es ihnen nicht gelang, das Eigentum ihres Vormannes nachzuweisen. Für diese habe der Prätor Publicius die nach ihm benannte Klage geschaffen; er habe damit gleichsam die Lücke geschlossen, welche durch den Wandel im Eigentumsprozess und damit zusammenhängend im Eigentumsverständnis entstanden sei. Wubbes Theorie baut auf Kasers Lehre von der Eigentumsentwicklung auf.

### Vereinigende Theorie
Gegen die erste Theorie lässt sich nach Peter Apathy einwenden, dass die Fiktion des Ablaufes der Ersitzungszeit in der Klagsformel unerklärlich sei, wenn der Prätor dem Kläger ausschließlich über den Mangel der förmlichen mancipatio oder in iure cessio hinweghelfen wollte. Denn die actio Publiciana schütze eben nicht nur bei formlosem Erwerb einer res mancipi, sie erspart dem Kläger darüber hinaus auch noch den Beweis des Eigentums seines Vormanns.
Dazu komme ferner, dass auch die Ersitzung fremder Sachen in die republikanische Epoche zurückreiche, beispielsweise in den Fällen der usucapio pro herede. Die Ergreifung einer zur ruhenden Erbschaft (hereditas iacens) gehörigen Sache wurde nicht als ein furtum qualifiziert, so dass der Eigentumserwerb a non domino durch Ersitzung keineswegs erst eine späte Erscheinung sei.
Dies bestätige sich nicht zuletzt auch dadurch, dass gerade die Ersitzungsvoraussetzung der bona fides lange vor der Schaffung der actio Publiciana entwickelt wurde. Ist aber die actio Publiciana erst im ersten vorchristlichen Jahrhundert entstanden, also zu einer Zeit, als die Ersitzung auch dem gutgläubigen Erwerber vom Nichteigentümer offengestanden ist, so spreche dies gegen die Ansicht, es sei zunächst nur an den Schutz dessen gedacht gewesen, der eine res mancipi formlos a domino erworben hat. Lenel will dies damit erklären, dass der bonitarische Eigentümer im altrömischen Legisaktionenverfahren ungeschützt gewesen wäre. Würde dies zutreffen, so bliebe fraglich, warum die actio Publiciana erst relativ spät und zudem zu einer Zeit geschaffen wurde, als der Legisaktionenprozess vom Formularverfahren bereits verdrängt wurde. Sowohl prozessuale als auch materiellrechtliche Momente dürften für die Schaffung der actio Publiciana ausschlaggebend gewesen sein. Kernargument ist der Gedanke, dass die actio Publiciana den Ersitzungsbesitzer schützt und nicht schlechthin jedem rechtmäßigen Erwerber offensteht. Insbesondere wurde von der prozessualen Betrachtungsweis nicht ausreichend berücksichtigt, dass die actio Publiciana im klassischen römischen Recht gerade für denjenigen, der formlos eine res mancipi erworben hatte, von eminenter Bedeutung gewesen sei. Wurde ihm die Sache etwa gestohlen und gelangte sie an den nunmehrigen Besitzer, so war ihm gegen diesen weder mit Interdikten noch mit der rei vindicatio zu helfen. Dies lege aber nahe, dass der Prätor mit der Schaffung der actio Publiciana gerade auch die Gruppe der bonitarischen Eigentümer schützen wollte, da er auf das Formalgeschäft der mancipatio keinen entscheidenden Wert legte. Deswegen sei es wahrscheinlicher, dass der Prätor von mehreren Motiven zur Schaffung dieser Klage angeregt wurde. Mit der Bezugnahme auf die usucapio im Formular der actio Publiciana stehe nach Kaser fest, dass der Prätor nicht jeden besser berechtigten gutgläubigen Erwerber schützen wollte, wie Wubbe meine. Hier läge überhaupt die schon von Kaser und Franz Wieacker aufgedeckte Schwachstelle von Wubbes Theorie. Indem dieser behaupte, der Beklagte könne dem Kläger gegenüber nicht einwenden, die Sache sei einem dritten Eigentümer gestohlen, und weiters der Kläger sei bei seinem Erwerb bösgläubig gewesen, soweit Furtivität und Bösgläubigkeit, mala fides, nicht das Verhältnis zwischen den Streitteilen betrifft, eliminiere er in Wahrheit mit diesem seinem Verständnis der actio Publiciana deren Bezugnahme auf den Ersitzungsbesitz. Diese Bezugnahme und Beschränkung werde aber verständlich, wenn man den bonitarischen Eigentümer als einen wesentlichen Anlassfall für die Schaffung der actio Publiciana ansieht, denn er ist ja nur bis zum Ablauf der Ersitzungsfrist auf diese Klage angewiesen. Indem die prätorische actio Publiciana nicht schlechthin den besser berechtigten Besitzer, sondern bloß den Ersitzungsbesitzer schützt, orientiere sie sich an den Wertungen des ius civile. Damit habe man ein Auseinanderklaffen zwischen zivilem Eigentumsschutz und prätorischem Schutz des rechtmäßigen Erwerbers vermieden. Die actio Publiciana ergänze daher vielmehr die grundlegende Funktion der usucapio, Bindeglied zwischen dem (rechtmäßigen) Besitz und dem Eigentumsrecht zu sein.

## Die actio Publiciana beim Doppelkauf vom Nichteigentümer
Diskutiert wurde der Fall, dass zwei Käufer nacheinander vom selben Nichteigentümer oder von verschiedenen gekauft haben.
Die Frage war strittig. Neraz wollte in beiden Fällen auf die Priorität der Übergabe abstellen (D. 19, 1, 31, 2). Nach Julian (D. 6, 2, 9, 4) galt das nur, wenn beide vom selben Nichteigentümer gekauft hatten. Für den Fall des Erwerbs von verschiedenen Personen kam nach Julian das allgemeine Prinzip vom beatus possidens zur Anwendung. Der Beklagte hat immer den Vorteil, dass der Kläger sein besseres Recht beweisen muss. Beim Erwerb vom selben Nichteigentümer kam es darauf an, wem die Sache zuerst übergeben worden ist. Hier galt also nichts anderes als bei mehrfacher Veräußerung durch den Eigentümer.

## Actio Publiciana bei Justinian
Für die weitere Entwicklung der actio Publiciana war es entscheidend, dass unter Kaiser Justinian I. in dessen Institutiones Iustiniani, enthalten im später so genannten Corpus iuris civilis, die mancipatio wegfiel, sodass ein einheitlicher Eigentumsbegriff geschaffen wurde. Die actio Publiciana sollte den Ersitzungsbesitzer schützen, der vom Nichteigentümer, non a domino, erworben hat. Und weiterhin ist die Rede von dem, der noch nicht Eigentümer seiner Sache geworden ist, necdum eius rei dominus effectus est. Die Ersitzungszeit wurde verlängert auf drei Jahre für bewegliche und zehn beziehungsweise zwanzig Jahre für unbewegliche Sachen (C. 7,31,1). Der Gesichtspunkt der Beweiserleichterung trat in den Hintergrund. Diese weitere Entwicklung verschmolz die actio Publiciana und die Eigentumsklage. Der Digestentitel „De Publiciana in rem actione“ versteht sich als „publizianische Eigentumsklage“.
Die Reform Justinians bewirkte, dass auch die Lehre des gemeinen Rechts nach der Rezeption von einem einheitlichen Übereignungstatbestand ausging.

## Actio Publiciana in Mittelalter und Neuzeit
Die actio Publiciana spielte im Mittelalter eine Rolle für das im Lehenswesen wichtige dominium utile, quasi dominium oder Untereigentum, um den Unterschied zu der auf dem dominium directum beruhenden rei vindicatio deutlich zu machen.
Im 12./13. Jahrhundert machten die Glossatoren einen strengen Unterschied zwischen der rei vindicatio und der actio Publiciana, nachdem der Eigentümer nur mit der rei vindicatio, nicht aber mit der actio Publiciana klagen könne.
Auch die Vertreter des usus modernus wie Jacques Cujas gewährten noch im 16. Jahrhundert die actio Publiciana nur dem bonae fidei possessor, den sie als fiktizischen Eigentümer bezeichneten, der kraft Rechtsvermutung, praesumptione quadam iuris, für den Eigentümer gehalten wurde. Zu Schwierigkeiten kam es, wenn der Kläger zweifelte, ob er Eigentümer geworden war. Die von der forensischen Praxis angewandte alternative Klage von rei vindicatio (dominium directum) und actio Publiciana (quasi dominium) wurde deshalb von Johann Oldendorp erfolgreich kritisiert.
Ein weiteres Problem war, dass das kanonische Recht für die Ersitzung verlangte, dass der Besitzer während der gesamten Ersitzungszeit gutgläubig ist. Infolge der engen Verflechtung der actio Publiciana mit der Ersitzung stellte sich die Frage, ob dieser Wandel auch die actio Publiciana erfassen sollte. Dennoch war man im gemeinen Recht überwiegend der Auffassung, für die actio Publiciana komme es nur auf die Gutgläubigkeit beim Erwerb an. Dadurch wurden im Mittelalter sowie im gemeinen Recht die Lockerung der actio Publiciana von der usucapio bewirkt. Christian Friedrich von Glück hat diese unterschiedliche Entwicklung der mala fides superveniens bei actio Publiciana und Ersitzung im späten 18. Jahrhundert damit gerechtfertigt, dass die actio Publiciana im Gegensatz zur usucapio zu keiner Ausschließung oder Entrechtung des wahren Eigentümers führe.
Der petitorische Besitzschutz ist in Deutschland in § 1007 BGB geregelt.
Die actio Publicana ist im österreichischen Recht in §§ 372 ff. ABGB kodifiziert.